# Flötenkonzert (Rouse)
Der Mittelsatz des 1994 uraufgeführten Flötenkonzerts des US-amerikanischen Komponisten Christopher Rouse (1949–2019) ist dem von zwei Zehnjährigen ermordeten Kleinkind James Bulger gewidmet.

## Entstehung und Uraufführung
Christopher Rouse (1993 für sein Posaunenkonzert mit dem Pulitzer Prize in Music  ausgezeichnet)  beendete die kompositorische Arbeit an seinem Flötenkonzert, einem Auftragswerk für die Flötistin Carol Wincenc und das Detroit Symphony Orchestra, am 15. August 1993 in Fairport (New York). Die Uraufführung durch die genannten Interpreten unter Leitung von Hans Vonk fand am 28. Oktober 1994 in Detroit statt.

## Besetzung und Charakterisierung
3 Flöten, 2 Oboen, 2 Klarinetten, Fagott, Kontrafagott, 4 Hörner, 2 Trompeten, 3 Posaunen, Tuba, Pauken, Schlagwerk (3 Spieler, mit: Glockenspiel, Xylophon, Becken, Paarbecken, Tamtam, Peitsche, Röhrenglocken, Tenortrommel, Kleine Trommel, Große Trommel, Tamburin, Vibraphon, Sandpapierblöcke, Rute), Harfe und Streicher.
Die Aufführungsdauer beträgt etwa 28 Minuten. Die fünf Sätze des Konzerts sind folgendermaßen überschrieben:
1. Amhrán
2. Alla Marcia
3. Elegia
4. Scherzo
5. Amhrán

Das in lockerer Bogenform komponierte Flötenkonzert umrahmen zwei mit „Amhrán“ (gälisch für „Lied“) überschriebene langsame Sätze, in denen die Soloflöte melodische, improvisatorisch anmutende Fortspinnungen über einer ruhigen Streichergrundierung entwickelt. Sie evozieren eine keltisch-irische Atmosphäre, nach Aussage des Komponisten durchaus an Gesänge der irischen Sängerin Enya anklingend.
Zweiter und vierter Satz sehen rasche Tempi vor. Der zweite Satz, ein attacca auf den ersten Satz folgender, lärmend-vorwärtsdrängender „Marsch“, teilt thematisches Material mit dem vierten Satz, der die irische Tanzform Jig aufgreift und zu einem fast atemlosen Tempo gesteigert wird.
Den zentralen Satz des Konzerts bildet eine vom Fagottsolo eröffnete und beschlossene „Elegia“, die dem 1993 im englischen Bootle von zwei Zehnjährigen grausam ermordeten zweijährigen James Bulger gewidmet ist. Der Satz enthält eine choralartige Passage, die sich bei ihrem zweiten Auftreten dynamisch steigert und in grellen Dissonanzen mündet.

## Rezeption
Das im Verlag Boosey & Hawkes erschienene Flötenkonzert erhielt bei der Uraufführung Standing Ovations und ist – zumindest in den USA – mittlerweile Bestandteil des flötistischen Repertoires geworden.
Es liegen (mindestens) vier kommerziell erhältliche Einspielungen des Flötenkonzerts von Christopher Rouse vor (Stand 2013):
- Carol Wincenc und Houston Symphony Orchestra unter Christoph Eschenbach
- Sharon Bezaly und Royal Stockholm Philharmonic Orchestra unter Alan Gilbert
- Katherine Bryan und Royal Scottish National Orchestra unter Jac van Steen
- Matej Grahek und Slowenisches Philharmonisches Orchester unter Loris Voltolini